# 稲田十一
稲田 十一（いなだ じゅういち、1956年 - ）は、日本の政治学者。専修大学経済学部教授。専門は国際経済・開発と国際政治の境界領域（紛争と開発、平和構築、ガバナンスの問題等）。
広島県生まれ。東京大学教養学部国際関係論専門課程卒業、野村総合研究所に勤務後、東京大学大学院総合文化研究科博士課程単位取得退学。日本国際問題研究所研究員、山梨大学教育学部助教授などを経て、専修大学経済学部教授。

## 著書

### 共著
- （梅本哲也・山本武彦・平野健一郎・横田洋三）「第II部 日本外交の諸問題」宇野重昭・木戸蓊他編『講座国際政治 4』東京大学出版会、1989年
- 「第6章 国際援助体制と日本」（渡邉昭夫編）『現代日本の国際政策――ポスト冷戦の国際秩序を求めて』有斐閣〈有斐閣選書〉、1997年
- （大橋英夫・狐崎知己・室井義雄）『国際開発の地域比較――アジア・アフリカ・ラテンアメリカの経験』中央経済社、 2000年
- （下村恭民・辻一人・深川由起子）『国際協力――その新しい潮流』有斐閣〈有斐閣選書〉、2001年
  - ―『新版 国際協力――その新しい潮流』―、2009年
- （吉田鈴香・伊勢崎賢治）『紛争から平和構築へ』論創社、2003年
- （鈴木直次・野口旭・伊藤萬里・小島直・大橋英夫・野部公一・大倉正典・飯沼健子・狐崎知己・堀江洋文・加藤浩平・永島剛・毛利健三・泉留維著）「第9章　アンゴラにみる紛争後復興支援の課題と教訓」鈴木直次・野口旭編『変貌する現代国際経済』専修大学出版局〈専修大学社会科学研究所社会科学研究叢書〉14、2012年

### 編著
- 『紛争と復興支援――平和構築に向けた国際社会の対応』有斐閣、2004年
- 『開発と平和――脆弱国家支援論』有斐閣〈有斐閣ブックス〉、2009年